# Dionisio Periegeta

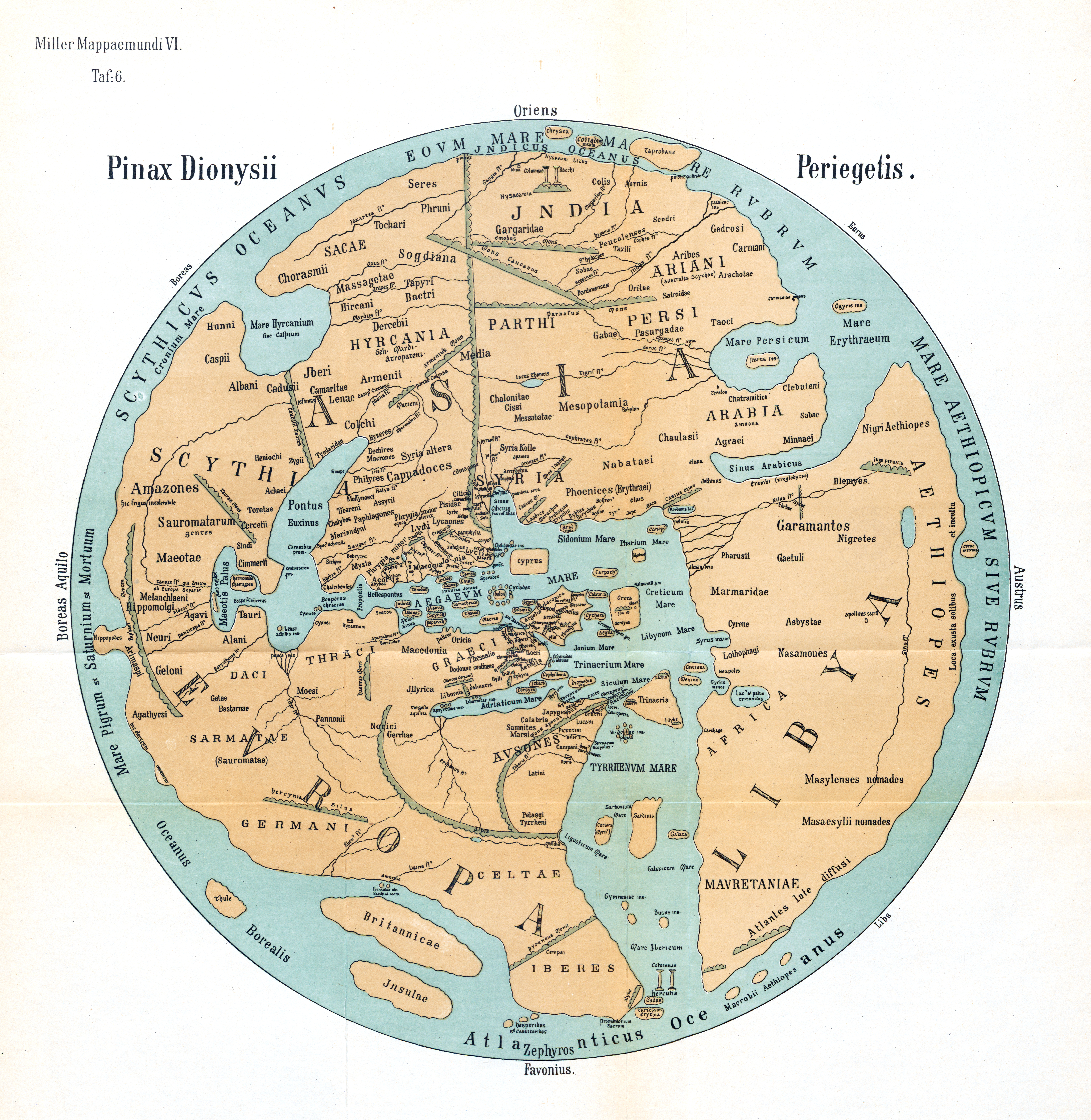
Reconstrucción de K. Miller del mundo de Dionisio. 1898.

Dionisio Periegeta (en latín, Dionysius Periegetes; y en griego, Διονύσιος ὁ Περιηγητής - literalmente, «el de la descripción») fue el autor de una Descripción del Mundo (Περιήγεσις τής οἰκουμένης / Orbis descriptio), en versos hexámetros, que aún se conserva.
Sobre la época y país de Dionisio se han emitido las más diversas opiniones, aunque todos los críticos coinciden en situarlo tras la época cristiana, o en el Imperio romano, como de hecho debe necesariamente inferirse de ciertos pasajes de su propia periégesis, como es el v. 355, donde el autor habla de sus ἄνακτες, es decir, sus soberanos, título que sólo puede aplicarse a los emperadores. Queda sin embargo la cuestión de a qué emperadores alude Dionisio, cabiendo las más diversas respuestas: algunos autores lo han ubicado durante el mandato de Augusto, otros en el Nerón, y otros incluso en el de Marco Aurelio y Lucio Vero, o en el de Septimio Severo y sus hijos. El propio Eustacio, su comentarista, dudaba sobra la época del autor. Todas estas dudas fueron disipadas por Gottfried Bernhardy, el último editor de Dionisio, quien estableció con mucha probabilidad, en parte por los nombres de los países y naciones mencionados en la Periégesis, en parte por la mención de los hunos y en parte por el carácter general del poema, que su autor debió haber vivido a finales del siglo III o principios del IV.
Respecto a su país de origen, la Suda infiere de la forma entusiasta en la que Dionisio habla del río Rhebas (Riva) que nació en Bizancio o en algún lugar cercano, pero Eustacio y el escoliasta lo consideran expresamente africano.

## LaPeriégesis

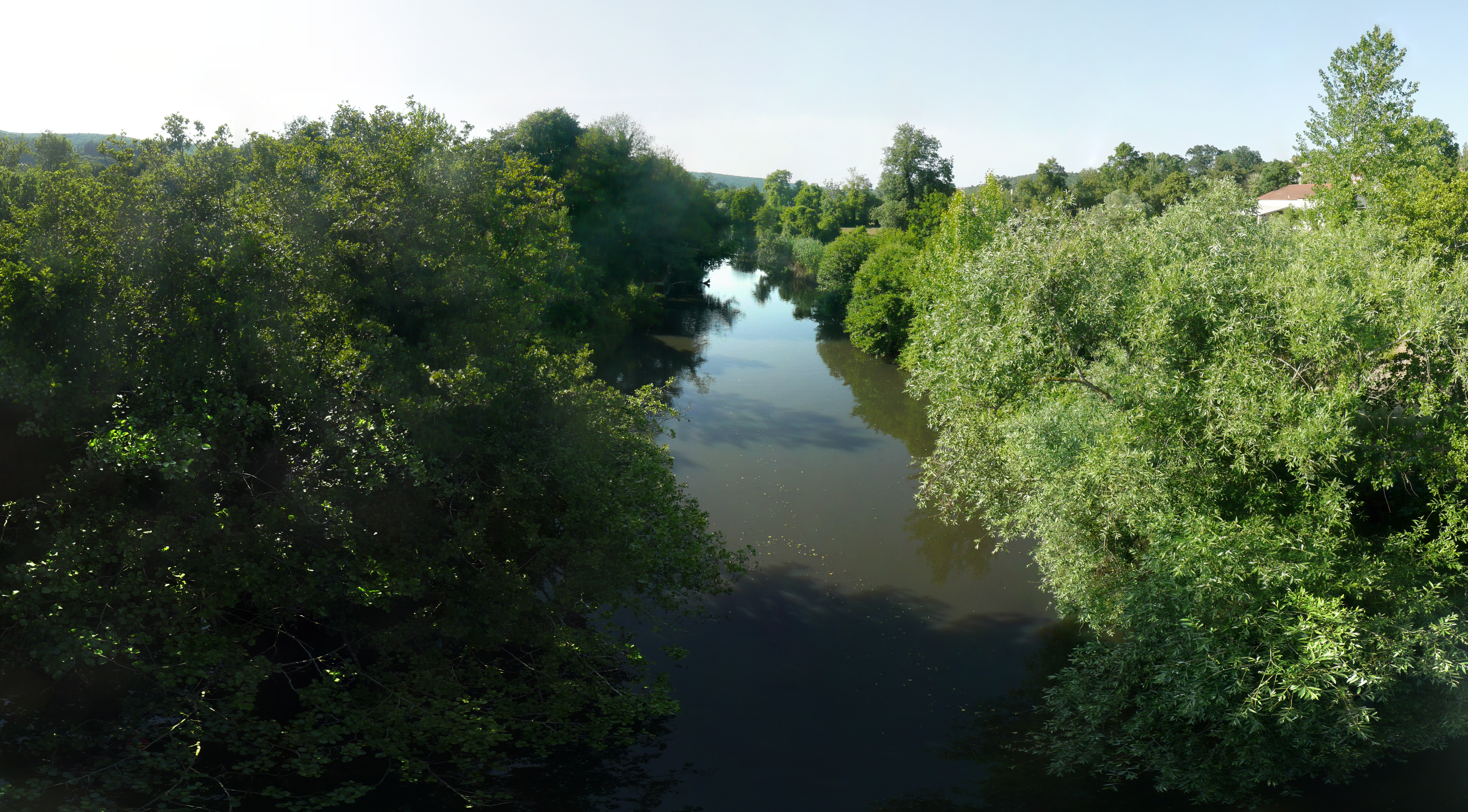
El río Riva, en Beykoz.

La Periégesis (Περιήγεσις) de Dionisio contiene una descripción de toda la Tierra, hasta donde era conocida en su época. El autor parece seguir principalmente los puntos de vista de Eratóstenes. La obra está escrita en un estilo seco y claro, y gozó de mucha popularidad en la época antigua, como puede inferirse del hecho de que los romanos hiciesen dos traducciones o paráfrasis de ella: una por Rufo Festo Avieno y el otro por el gramático Prisciano. Eustacio escribió un comentario muy valioso sobre él, que se conserva, al igual que una paráfrasis y escolio griegos.

### Ediciones
La primera edición de la Periégesis apareció en Ferrara en 1512. Aldo Manucio la imprimió en Venecia en 1513 junto con Píndaro, Calímaco y Licofrón. Henri Estienne la incorporó en su Poetae graeci principes heroici carminis (París, 1566).
Una de las más útiles entre las ediciones siguientes es la de Edward Thwaites (Oxford, 1697), con el comentario de Eustacio y la paráfrasis y escolio griegos. También fue impresa en el cuarto volumen de la Geographiæ minores de John Hudson (1712), de donde sería reimpresa separadamente (Oxford, 1710 y 1717).
Pero todas las ediciones anteriores fueron superadas por la de Gottfried Bernhardy (Leipzig, 1828), que constituye el primer volumen de una colección prevista de geógrafos griegos menores. Está acompañada por una disertación excelente y muy erudita, y por los comentarios antiguos.

## Otras obras
Además de la Periégesis, Eustacio afirma que también se atribuían otras obras a Dionisio, concretamente Λιθικά (Sobre las piedras), Ὀρνιθικά (Sobre los pájaros, atribuida ésta por algunos a Dionisio de Filadelfia) y Βασσαπρικά (Báquicas). Esta última, que significa lo mismo que Διονυσιακά (Dionisíacas), es citada con mucha frecuencia por Estéfano de Bizancio.